# Марк Лициний Красс (консул 30 года до н. э.)
Марк Лици́ний Красс (лат. Marcus Licinius Crassus; умер после 27 года до н. э.) — римский военачальник из плебейского рода Лициниев Крассов, консул 30 года до н. э. Внук триумвира Марка Лициния Красса.

## Биография

### Происхождение
Лициний Красс являлся сыном Марка Лициния Красса Дива, поднявшегося в своей карьере лишь до квестуры в 54 году до н. э. Матерью, возможно, была Цецилия Метелла, дочь Квинта Цецилия Метелла Критского, консула 69 года до н. э., гробница которой расположена на Аппиевой дороге.

### Гражданская карьера
Первые упоминания о Лицинии в сохранившихся источниках относятся к периоду образования тайного политического союза между Марком Антонием, Эмилием Лепидом и юным пасынком покойного Цезаря (так называемого второго триумвирата), когда в 43 году до н. э. его имя было внесено в проскрипционные списки. Ввиду такого развития событий Красс бежал на Сицилию, где принял участие в восстании Секста Помпея. По-видимому, после заключения Путеольского соглашения смог вернуться в Италию, где примкнул к сторонникам Марка Антония. Как полагают, около 37 года до н. э. был наместником Крита и Кирены, а около 35 до н. э. — Вифинии.
Затем перешёл на сторону Октавиана. В 31 году до н. э. вошёл в состав коллегии авгуров. В 30 до н. э. был консулом вместе с Октавианом, несмотря на то, что ранее не был претором. В качестве проконсульской провинции получил Македонию, и провел несколько успешных военных кампаний. Красс нанес поражение дакам, разгромил вторгшихся из-за Дуная в Мёзию и Фракию бастарнов, причем собственноручно убил в бою их царя Дельдона. Затем он покорил большую часть Мёзии и разгромил фракийские племена медов и сердов. В результате его походов под контроль Рима была поставлена Мёзия, вскоре ставшая провинцией империи. Крассу удалось отбить у бастарнов значки легионов, захваченные ими при разгроме армии Антония Гибриды в 62 до н. э.
В 29 году до н. э. войска провозгласили Лициния императором и по возвращении в Рим 4 июля 27 года он справил триумф. Победив в единоборстве вождя бастарнов, Красс хотел по древнему обычаю посвятить доспехи врага (spolia opima) в храм Юпитера Феретрия. Такой чести за всю римскую историю удостоились всего три полководца, а потому Октавиан, боявшийся получить в лице Красса опасного соперника, с помощью различных уловок запретил ему это делать.
Основания для такого запрета не совсем понятны, и являются предметом исторической дискуссии. По сообщению Диона Кассия, Октавиан заявил, что Красс одерживал победы, находясь под его верховным командованием. Однако высший проконсульский империй и, как следствие, главное командование Август получил только в 23 до н. э., а до этого времени проконсулы считались самостоятельными военачальниками. Дион Кассий просто перенес на эпоху Октавиана практику своего времени, когда все полководцы воевали под ауспициями императора.
Предполагается, что формальной основой для запрета была верховная власть Октавиана в качестве триумвира. Полномочия Второго триумвирата истекли 1 января 32 до н. э., и в источниках нет сведений об их продлении, однако, вполне возможно, что Октавиан продлил себе чрезвычайные полномочия ещё на одно пятилетие. Полководцы триумвирата могли провозглашаться императорами и получать право на триумф, но реализовать это право могли только с разрешения триумвиров.
После 27 до н. э. имя Лициния Красса исчезает из источников. Конфликт Октавиана с Крассом, как полагают, ускорил процесс оформления режима принципата.

### Потомки
Его приёмным сыном был Марк Лициний Красс Фруги, консул 14 года до н. э., приходившийся родным сыном претору 44 года до н. э. Марку Кальпурнию Пизону.